# ЛіАЗ 5280
ЛіАЗ 5280 — 12-метровий тролейбус, що випускався на Лікінському автобусному заводі серійно з 2007 по 2012 роки. Проект побудови власного тролейбуса зародився на кілька років раніше, однак перший тролейбус, який був повністю збудований на Лікінському автобусному заводі був побудований зимою 2007. ЛіАЗ 5280 є першим тролейбусом, що коли-небудь випускався на ЛіАЗі.
Ряд тролейбусів ЛіАЗ базований на міських автобусах того ж виробництва. Після ЛіАЗ 5280, було побудовано ще 2 моделі тролейбусів:
- ЛіАЗ 5280 — 12-метровий високопідлоговий тролейбус, нормальної місткості, він базований на міському автобусі ЛіАЗ 5256, на його найновішій версії за часи його випуску, оснащений реостатно-контакторною системою керування.
- ЛіАЗ 52802 — 12-метровий низькопідлоговий тролейбус, нормальної місткості, він базований на міському низькопідлоговому автобусі ЛіАЗ 5292, оснащений IGBT-транзисторною системою керування, що дозволяє значно економити витрачену електроенергію.
- ЛіАЗ 52803 — 12-метровий низькопідлоговий тролейбус, нормальної місткості, він базований на міському низькопідлоговому автобусі ЛіАЗ 5293, може оснащуватися IGBT або РКСК системами керування.

Оцінка тролейбуса ЛіАЗ 5280 недвозначна, як і у ЛіАЗ 5256, з одного боку, тролейбус є екологічно чистим, має хороший та сучасний дизайн салону, з іншого боку, ЛіАЗ 5280 є високопідлоговим, на відміну від інших тролейбусів, що були розроблені на ЛіАЗі, споживає багато електроенергії та у нього часто виникають різні дрібні несправності. Тролейбуси ЛіАЗ 5280 використовуються у декількох великих містах Росії, наприклад у Томську, Челябінську, Тулі, Ярославлі.
Тролейбус ЛіАЗ 5280 може обладнуватися за сучаснішим дизайном салону, новими кріслами для пасажирів, сучасним оздобленням інтер'єру, переважна більшість випущених тролейбусів мають саме новітній дизайн інтер'єру.

## Опис моделі
Тролейбус ЛіАЗ 5280 є базований на міському автобусі ЛіАЗ 5256, тому дизайн більшості їхніх елементів має чимало схожих рис, дизайн інтер'єру, зовнішні елементи і навіть подібні габаритні розміри. Як і його автобусний аналог, ЛіАЗ 5280 є пристосованим для роботи у містах з великим пасажирообігом. На відміну від 5256, тролейбус став сантиметрів на сорок більшим за автобус (чиста довжина, без урахування опущених струмоприймачів), тобто 11.8 метра, у висоту він теж виріс сантиметрів на сорок, це добре позначилося на висоті його салону, яка стала набагато вищою. Кузов тролейбуса ЛіАЗ 5280 виконаний на базі найновішої з версій ЛіАЗ 5256, тобто з заокругленими кутами на боковинах, з новою світлотехнікою та сучасним обладнанням. Кузов тролейбуса тримальний, зварний, вагонного компонування; кузов тролейбуса повністю покритий антикорозійними емалями, а завдяки тривкій обшивці ресурс його роботи значно збільшується (у його випадку — не менше ніж 12 років роботи). У тролейбуса використано дуже багато уніфікованих з ЛіАЗ 5256 деталей, тому ці деталі можуть застосовуватися як у побудові автобуса, так і тролейбуса. Передок тролейбуса ЛіАз 5280 майже нічим суттєвим від дизайну передка 5256 не відрізняється. Світлотехніка на передку тролейбуса представлена чотирма фарами; головні фари квадратної форми, як і у 5256, фари тролейбуса оснащуються лінзовим склінням, що значно збільшує їхню далекоглядність. Протитуманні фари влаштовано у бампер, вони округлі, великого розміру, також оснащені лінзовим склінням. Бампер тролейбуса зварний, він прилягає до кузова, тому за габарити не виступає, у нього влаштовано протитуманні фари, також є і місце для номера тролейбуса, проте у Росії, де дана модель тролейбуса експлуатується, тролейбусам надаються лише паркові номери. Емблема Лікінського автобусного заводу розміщена по центру передка, між фарами. Лобове скло тролейбуса середнього розміру, таке ж саме, як і автобуса 5256, розділене. У тролейбусів ЛіАЗ 5280 стандартного обладнанням немає спеціального відсіку для маршрутовказівників, тому вказівники розміщуються на спеціальних підставках у кабіні водія, у деяких з тролейбусів у кабіні є електронні табло; також вказівники маршрутів можуть розміщуватися на боковинах, ще один розміщується ззаду. Бокові дзеркала зовнішнього виду тролейбуса сферичного типу, звішуються над кабіною у стилі «вуха зайця». Мотовідсік тролейбуса, не зважаючи на те, що тролейбус є високопідлоговим, розміщується на задньому звісі тролейбуса. Тролейбус ЛіАЗ 5280 обладнується електродвигуном Московського виробництва, Динамо ДК-213, потужністю 115 кіловат, цей тип двигуна використовують і інші тролейбуси ЛіАЗ. На тролейбус встановлено реостатно-контакторну систему управління, окрім 5280, з реостатно-контакторною системою управління випускалися деякі моделі ЛіАЗ 52803 (базований на ЛіАЗ 5293), інші ж тролейбуси ЛіАЗ обладнуються IGBT-транзисторною системою керування. Задня панель тролейбуса майже не відрізняється від 5256, задній бампер чіткий, зварний, за габарити не виступає, у тролейбуса наявне суцільне заднє скло, оскільки його двигун вдалося умістити під підлогу ззаду, тому задній ряд сидінь розташовується на помості. у тролейбуса є доволі багато габаритних вогнів на боковинах і ззаду, тому тролейбус добре видимий в умовах темної пори доби. Тролейбус ЛіАЗ 5280 є двовісною моделлю (колісна формула 4×2), кріплення його коліс найчастіше радіальне. Тяговий міст тролейбуса тролейбуса — Raba А718.20-3300. Гальмівна система тролейбуса представлена наступними компонентами:
- робоче гальмо (для регулювання швидкості руху та зупинки транспортного засобу, регулюється натиском педалі гальма, сповільнення відбувається залежно від сили натиску) — пневматичний, двоконтурний.
- додаткове гальмо (потрібне для зупинки транспортного засобу у разі відмови робочого гальма) — стоянкове гальмо
- стоянкове гальмо (потрібне для утриманні машини на місці, застосовується на стоянці) — гальмівні механізми усіх коліс з приводом від гальмівних камер з енергоакумуляторами.
- також наявна антиблокувальна система ABS, її ввімкнення та вимкнення керується з кабіни водія.

До салону тролейбуса ведуть три двостулкові двері поворотно-зсувного приводу, оскільки тролейбус є високопідлоговим, то до салону ведуть сходинки, що негативно позначається на комфорті деяких пасажирів, а також це позначається на швидкості входу/виходу пасажирів з/до тролейбуса. Стандартний дизайн салону не вирізняється сучасністю, проте майже усі ЛіАЗ 5280 обробляються модерністичними матеріалами та елементами. Настил підлоги тролейбуса — з суцільнотягненого листа лінолеуму. Поручні тролейбуса можуть мати різний вигляд, єдине спільне, це те, що вони фарбуються у зелений колір та «товстого» типу. Горизонтальні поручні, що розміщуються зверху, протягнуті уздовж усього салону, вони обладнуються пластиковими ручками для забезпечення більшого комфорту. Вертикальні поручні тролейбуса можуть мати різну форму виконання, поручні можуть бути вигнуті, або цілковито прямі, поручні тролейбуса розміщуються біля кожного ряду з сидіннями, а також на збірному майданчику. Сидіння тролейбуса ЛіАЗ 5280 можуть відрізнятися, у залежності від замовлення, зазвичай, крісла тролейбуса мають сучасний вигляд. Сидіння м'які, нерегульовані, роздільного типу, м'яка частина виготовлені з синтетичних матеріалів, спинки крісел пластикові. Сидіння, встановлені у салоні, є, як і одинарними, так і подвійними; з самого заду тролейбуса встановлюється 5 сидінь, вони розташовуються на невеликому помості через розташування двигуна тролейбуса на задньому звисі. У тролейбуса ЛіАЗ 5280, як і у автобуса небагато сидячих місць, лише 23 штуки, проте це надає такі переваги як просторість салону, широкі проходи між рядами сидячих місць та більша місткість (ніж у аналогічного транспорту з більшою кількістю сидінь), у тролейбуса ЛіАЗ 5280 загальна місткість становить до 110 чоловік. Бокові вікна тролейбуса квадратні, роздільні, тролейбус ЛіАЗ 5280 не оснащений тонованими склопакетами, з самого заду, як і в ЛіАЗ 5256, у нього є маленьке кругле вікно з правого боку. Вентиляція у салоні здійснюється за допомогою зсувних кватирок на бокових вікнах двох обдувних люків на даху. Освітлення у салоні у сутінках та темну пору доби здійснюється за допомогою плафонових світильників, що розміщуються зверху по боках салону. Стеля салону досить висока, тому салон тролейбуса є зручним для людей будь-якого зросту. Кабіна водія тролейбуса відокремлена від салону суцільною перегородкою, передня стулка передніх дверей виділена для входу/виходу водія з кабіни. Обробка місця водія є досить сучасною, за основу були узяті більшість деталей з міського автобуса 5256. У кабіні тролейбуса є зсувна кватирка та автономний нагрівник, ці елементи служать для опалення та вентиляції у кабіні. Приладова панель тролейбуса зроблена з пластмаси, за її основу була узята приладова панель автобуса, однак компоненти їх відрізняються. Приладова панель пряма, також є і додаткова панель з клавішами з правого та лівого боку; більшість клавіш, потрібних для керування основними функціями, наприклад відкриття і закриття дверей, включення аварійної сигналізації, ввімкнення/вимкнення ABS та інші. Показникові прилади тролейбуса розташовуються посередині, досить незвичний вигляд мають амперметр і вольтметр. Спідометр, оцифровкою до 120 км/год невеликого розміру і розміщується посередині приладової панелі, цікавий факт, що «гнізда» для показникових приладів досить великі, однак прилади невеликого розміру. Кермове колесо тролейбуса — МАЗ-64229, нової моделі, з гідропідсилювачем, окрім цього тролейбуса вони застосовуються і на автобусах ЛіАЗ, на тому ж ЛіАЗ 5256 і його двосекційній версії ЛіАЗ 6212. Підкермові важелі (поворотний, включення склоочисників) можуть об'єднуватися у один мультиджойстик (розташовується зліва) або розміщуватися окремо з кожного боку. Водійське крісло м'яке, з підресорами, регулюється у залежності від фізичних параметрів водія. Керування рухом тролейбуса здійснюється за допомогою двох керівних педалей, акселератора та гальма, вельми цікавий факт, що вони розміщені по боках від кермової колонки, тому можливо залучити обидві ноги при керуванні тролейбусом.

## Характеристика ЛіАЗ 5280
Переваги моделі ЛіАЗ 5280
- уніфікація багатьох деталей тролейбуса з деталями автобусів ЛіАЗ, можливе їх застосування як на тролейбусах, так і на автобусах.
- широкий просторий салон
- сучасний дизайн елементів ззовні та інтер'єру
- широкі проходи між рядами сидінь, оскільки їх небагато
- завдяки невеликій кількості сидінь, місткість тролейбуса збільшується до 110 чоловік
- високий рівень стелі салону.
- сучасний дизайн місця водія та обладнання, більшість з якого уніфікований з ЛіАЗ 5256
- екологічно-чистий транспорт

недоліки моделі ЛіАЗ 5280
- часті дрібні поломки та несправності
- високий рівень підлоги, що позначається на комфорті перевезення пасажирів

## Технічні характеристики
| ЛіАЗ 5280                                             | ЛіАЗ 5280                                                                                      |
| ----------------------------------------------------- | ---------------------------------------------------------------------------------------------- |
| Загальні дані                                         |                                                                                                |
| Модель                                                | ЛіАЗ 5280                                                                                      |
| Клас                                                  | міський тролейбус                                                                              |
| Виробник                                              | Лікінський автобусний завод                                                                    |
| Випускається з, рік                                   | 2005 (проект); 2007 (виробництво)                                                              |
| Прізвисько                                            | немає                                                                                          |
| Подібні моделі                                        | ЛіАЗ 5256, ЛіАЗ 52802, ЛіАЗ 52803                                                              |
| Кузов                                                 |                                                                                                |
| Кузов (загальне описання)                             | тримальний, зварний, вагонного компонування                                                    |
| Антикорозійне покриття                                | повне антикорозійне покриття кузова                                                            |
| Ресурс кузова, не менше ніж, роки                     | 12                                                                                             |
| Габаритні розміри                                     |                                                                                                |
| Довжина, мм                                           | 11800                                                                                          |
| Ширина, мм                                            | 2500                                                                                           |
| Висота, мм                                            | 3470                                                                                           |
| Колісна база, мм                                      | 5840                                                                                           |
| Колія передніх коліс, мм                              | 2050                                                                                           |
| Колія задніх коліс, мм                                | 1840                                                                                           |
| Маси і навантаження                                   |                                                                                                |
| Споряджена маса, кг                                   | 10300                                                                                          |
| Максимальна технічна маса, кг                         | 17780                                                                                          |
| Максимальне технічне навантаження на передню вісь, кг | 7250                                                                                           |
| Максимальне технічне навантаження на задню вісь, кг   | 10530                                                                                          |
| Елементи ззовні                                       |                                                                                                |
| Світлотехніка (передок)                               | 4 фари, 2 світильні, 2 протитуманні                                                            |
| Бампер (передній)                                     | заварний, нечіткоокреслений                                                                    |
| Маршрутовказівники                                    | електронні табло показу маршруту (або відсутні), механічні                                     |
| Розташування мотовідсіка двигуна                      | задній звис за задньою панеллю                                                                 |
| Колеса                                                | 4×2 (кріплення дискове і радіальне)                                                            |
| Осі, штук                                             | 2 (4×2)                                                                                        |
| Ходова частина і гальмівні системи                    |                                                                                                |
| Тяговий міст, модель                                  | Raba А 718.20-3300                                                                             |
| Робоче гальмо                                         | пневматична, двоконтурна                                                                       |
| Стоянкове гальмо                                      | гальмівні механізми тягового моста з пневмоприводом від гальмівних камер з енергоакумуляторами |
| Додаткове гальмо                                      | стоянкове гальмо                                                                               |
| Підвіска                                              | залежна пневморесорна                                                                          |
| Салон                                                 |                                                                                                |
| Кількість дверей і тип                                | 3 двостулкові                                                                                  |
| Пандус для в'їзду інвалідних візків                   | немає (високопідлоговий)                                                                       |
| Поручні                                               | зі сталевої труби, з антикорозійною обробкою                                                   |
| Сидіння                                               | м'які, роздільні, синтетичні, з пластиковими тримачами для стоячих                             |
| Кількість сидінь                                      | 23                                                                                             |
| Система компостування квитків                         | апарати на боковинах                                                                           |
| Освітлення у салоні                                   | плафонові світильники на даху                                                                  |
| Вентиляція у салоні                                   | через зсувні кватирки; вентиляція через люки                                                   |
| Бокові вікна                                          | нетоновані склопакети                                                                          |
| Пасажиромісткість салону, чол                         | 110                                                                                            |
| Місце водія                                           |                                                                                                |
| Кабіна водія                                          | відокремлена перегородкою від салону                                                           |
| Освітлення у кабіні                                   | кожен з показникових приладів                                                                  |
| Вентиляція у кабіні                                   | через зсувну кватирку                                                                          |
| Крісло водія                                          | м'яке з підресорами; регулюється в глибину і в висоту                                          |
| Приладова панель                                      | з пластмаси (розташування приладів див. опис)                                                  |
| Кермова система                                       | МАЗ-64229 з гідропідсилювачем                                                                  |
| Педалі                                                | 2 керівні педалі                                                                               |
| Двигун і динамічні характеристики                     |                                                                                                |
| Марка двигуна                                         | Динамо ДК-213                                                                                  |
| Кількість двигунів                                    | 1                                                                                              |
| Потужність, кіловат                                   | 115                                                                                            |
| Максимальна частота обертання, хв×-1                  | 3900                                                                                           |
| Номінальна напруга, Вольт                             | 600                                                                                            |
| Система керування                                     | реостатно-контакторна                                                                          |
| Максимальна швидкість, км/год                         | 60                                                                                             |